# Jacques Laskar
Jacques Laskar, nacido el 28 de abril de 1955 en París, es un astrónomo francés. En la actualidad es directeur de recherche en el CNRS, miembro del grupo Astronomía  y sistemas dinámicos del Institut de mécanique céleste et de calcul des éphémérides (IMCCE) del Observatorio de París. Desde 2003 es miembro de la Academia de Ciencias de Francia. Recibió la medalla de plata del CNRS en 1994.

## Inicio de su carrera
- 1974-1977 : Estudia Matemáticas en la Escuela Normal Superior de Cachan.
- 1977-1980: Enseña Matemáticas en educación secundaria.
- 1981 : Apruebas las oposiciones a profesor de Matemáticas de secundaria.
- 1982 : Diploma de estudios avanzados de astronomía y mecánica celeste.
- 1984 : Doctorado en el Observatorio de París.
- 1985 : Se incorpora al Bureau des longitudes.

## Trabajos de investigación

### Estabilidad del sistema solar
En 1989, Jacques Laskar demuestra que todos los planetas del sistema solar describen órbitas caóticas, en particular los planetas internos Mercurio, Venus, Tierra y Marte. Mercurio es el que presenta una órbita con una excentricidad más caótica y podría sufrir fuertes variaciones, pudiendo llegar a desequilibrar las órbitas de los planetas vecinos y a posibles colisiones planetarias, o bien a la colisión de Mercurio con el Sol, o incluso su eyección del sistema solar.
En 2009, publica una simulación numérica de la evolución de las órbitas de cada planeta del sistema solar a lo largo de los próximos 5000 millones de años, que es el tiempo que se cree le queda de actividad al Sol. Se basa para ello en un modelo detallado que incluye el Sol, todos los planetas, Plutón y la Luna; y que toma en cuenta las correcciones relativistas de la ley de gravitación universal. Concluye que existe una probabilidad del 1 % de que alguna vez ocurran acontecimientos catastróficos como colisiones entre planetas o similares.· En el 99 % de los casos simulados las órbitas de los planetas nunca llegan a cruzarse, con lo cual resultan imposibles las colisiones.
Los diferentes casos simulados por Laskar solo se diferencian por sus condiciones iniciales, es decir por los datos de posición y velocidad de cada planeta del sistema solar en el instante actual. Variaciones ínfimas en esos valores, del orden de un metro en la posición de un planeta, resultan en trayectorias sustancialmente diferentes en escalas de tiempo del orden de los 10 millones de años. Esto hace imposible conocer a ciencia cierta la evolución futura del sistema solar, lo cual es propio de los sistemas dinámicos caóticos.

### Oblicuidad de los planetas
Jacques Laskar también ha contribuido al estudio de la evolución de la oblicuidad de los planetas del sistema solar. Por ejemplo ha explicado el motivo de la rotación retrógrada de Venus.

### Paleoclimatología
Ha contribuido a la teoría astronómica de los paleoclimas al cuantificar de manera precisa la evolución de la excentricidad orbital y de la oblicuidad de la eclíptica terrestre a lo largo de los últimos 250 millones de años. La oblicuidad de la eclíptica es la causa de las estaciones del año y determina cuánto varía la insolación entre puntos de diferente latitud, lo cual tiene un efecto directo sobre el clima.